# Национальные левые
Национальные левые (ивр.  השמאל הלאומי — ха-смоль ха-леуми‎) — израильское левое общественное движение, созданное в 2009 году бывшим советником Эхуда Барака адвокатом Эльдадом Янивом и драматургом Шмуэлем Хасфари.
В основе движения лежит манифест. Он призывает левый израильский лагерь сформулировать практическую программу, основанную на выходе Израиля из Иудеи и Самарии, окончание израильско-палестинского конфликта и превращение израильского общества в «образцовое общество».
Движение видит себя представителями «большого национального левого лагеря, который, подобно Герцелю, Бен-Гуриону и Рабину, хочет построить еврейское демократическое государство с признанными границами, которые возможно защищать, образцовое общество, личный пример и социальную справедливость».

## Известные акции
После утверждения намерения партии Авигдора Либермана «Наш дом Израиль» создать парламентскую комиссию по расследованию деятельности правозащитных организаций движение провело большой митинг в Тель-Авиве. Стены обклеивались плакатами на русском и на иврите: «Иветт — НЕТ». В ивритоязычной версии добавлены детали из «биографии» министра: «Еврей — нет! Сионист — нет! Расист — Да!».
Эльдад Янив является одним из организаторов и предводителей т. н. «палаточного протеста» в Израиле..
4 августа 2011 года несколько десятков членов движения «Национальные левые» ворвались в штаб-квартиру профсоюзного объединения Гистадрут в Тель-Авиве. По их утверждению, глава Гистадрута, Офер Ини, похоронил дело борьбы трудящихся за свои права: 
Во всех трудовых конфликтах прошедшего года Ини всегда выступал на стороне правительства, на стороне Нетаньяху, и беспокоился о том, чтобы требования бастующих были сведены к минимуму.